# オーストラリアハイギョ
オーストラリアハイギョ (学名：Neoceratodus forsteri ) は、肉鰭綱に属する肺魚の一種。オーストラリアハイギョ目オーストラリアハイギョ科に属する唯一の現生種とされている。属名から取りネオケラトドゥス、ネオセラトドゥス、ネオセラトダスなどの呼称で呼ばれることもある。他の肺魚よりも原始的な特徴をよく残している。

## 分布
オーストラリア・クイーンズランド州南東部のメアリー川・バーネット川水系にのみ生き残っている。しかし近年では本種の保護のために他の河川域への移植が盛んに行われており、いくつかの事例では導入に成功している。

## 形態
体長約1.5mほど。鱗は大きく、背鰭・尾鰭・尻鰭はとぎれずに一続きの大きな鰭を形成している。胸鰭と腹鰭は筋肉質で内部に支持骨を持つ。支持骨の数よりも鰭をふちどっている鰭条の数の方が多い。アフリカ産肺魚の肺が2室あって腹側に位置しているのに対し、オーストラリアハイギョの肺は部分的にしか2室に分かれておらず、消化管の背側に位置する。

## 生態
肉食性で、小型魚類・カエル・エビなどを捕食する。ただし、水生植物を食べるという報告もある。プロトプテルス等とは異なり空気呼吸に対する適応が低く、酸素補給の多くをエラ呼吸に頼っている。そのため干ばつ等には弱く、空気中ではすぐに死んでしまう。繁殖は冬である8月に行われる。求愛行動はオスがメスをつつくというもので、浅い水域の水草が茂った中にメスが卵を産み受精される。親は卵を保護しない。

## 発見史
1869年、シドニーにて博物館研究員をしていた生物学者のジェラード・クレフトは入植者によってその肉の色と味から「バーネット鮭」と呼ばれている魚のことを聞いた。その魚に興味を持ったジェラードは、報告者の家畜業者ウィリアム・フォースターにその魚をぜひとも送ってくれるように頼んだ。クイーンズランドに帰ったフォースターからほどなくして塩漬けにした数匹のバーネット鮭が届いた。種々の特徴からクレフトはこの魚が中生代の Ceratodus の生き残りであると考え、種小名をフォースターに献名して Ceratodus forsteri として記載した。後に本種は新設された Neoceratodus 属に移動された。